# Sauk Rapids
Sauk Rapids è un comune degli Stati Uniti d'America, situato in Minnesota, nella contea di Benton.